# The Joe Gans-Battling Nelson Fight
The Joe Gans-Battling Nelson Fight è un cortometraggio muto del 1906. Non viene riportato in nome né del regista né dell'operatore. L'incontro tra i due pugili venne vinto dopo 42 riprese da Joe Gans.
Due anni dopo, venne disputata la rivincita in due diversi incontri a Colma, in California. Gans, già ammalato di tubercolosi, probabilmente perse a causa delle sue non buone condizioni fisiche. L'incontro fu documentato da un cortometraggio della Selig Polyscope Company, Gans-Nelson Fight.

## Produzione
Il film fu prodotto da Tex Rickard. Venne girato durante l'incontro che oppose Joe Gans a Battling Nelson disputato a Goldfield, nel Nevada il 3 settembre 1906.